# Парк Победы (Ставрополь)
Парк Победы (полное название: Парк Культуры и Отдыха имени Победы) — парк в Ставрополе на улице Шпаковская, 111.

## История парка
История парка Победы в Ставрополе берёт своё начало в 1959 году, когда между улицей Шпаковская и Западным Обходом открыли Ботанический сад. Парк «разбивался» в 1973—1974 годах. Остальные доработки происходили с 1975 года.
Окончательно парк Победы был открыт в начале 1980 года, 9 мая. В 1981 году посреди парка был установлен памятник «ушедшему на покой» 20-летнему самолёту Ил-18, в котором расположены Комната смеха и Комната страха. Парк получил название Победа в честь 35-летия победы в Великой Отечественной войне.
Под конец времён Леонида Брежнева тротуары парка растянулись на 30 км. После перестроечных времён парк получил 3 премии «Хрустальное колесо» и одну премию «Золотой Пони». В парке присутствует 40 танцплощадок и ровно столько же спортплощадок.
Центральный променад получил название Аллея Славы в честь героев Великой Отечественной войны. Неподалёку от него находятся истребитель Миг-21, танк Т-34, БРДМ и БТР. В начале 2000-х годов напротив истребителя был открыт аквапарк «Водолей». Неподалёку от выхода на улицу Фроленко расположен зоопарк Берендеево. Наиболее заметными достопримечательностями парка являются картинг, Панда-парк, детские площадки, аттракционы разных типов (самые старые из них — Паровозик, Автодром, Зубр, Кенгуру, Вальс, Сюрприз), прокат велосипедов, роликов и веломобилей, рестораны, ледовый каток и ипподром. Общая площадь парка составляет 200 га. Осенью 2010 года колесо обозрения, установленное в 1980-х годах, было демонтировано и заменено на новое, с закрытыми кабинами. Открытые же кабины «советского» аттракциона позволяли вращаться вокруг своей оси посредством рулевого колеса, находящегося в центре каждой «кабинки» — эта возможность была позже устранена в 90-е годы «в целях безопасности».
В 2014 году был открыт «Динопарк», в котором находится 10 интерактивных динозавров, изготовленных в Гонконге для съёмок в фильме «Парк юрского периода». Рост самого большого динозавра составляет 120 см.
В 2017 году в парке Победы вновь был открыт аттракцион «Летающая тарелка». Ранее до 2005 года похожий аттракцион находился возле главного входа.
В июне 2020 года, после отмены режима самоизоляции, в Ставропольском парке Победы был открыт первый аэродинамический аттракцион.